# 아키모토 요타
아키모토 요타(일본어: 秋元 陽太, 1987년 7월 11일 ~ )는 일본의 전 축구 선수이다.

## 구단 경력
그는 2006년부터 2021년까지 J리그의 요코하마 F. 마리노스, 에히메 FC, 쇼난 벨마레, FC 도쿄, FC 마치다 젤비아에서 활동하였다.